# Mustafa Merlika Kruja
Mustafa Merlika Kruja (Croia, 15 marzo 1887 – Niagara Falls, 27 dicembre 1958) è stato un politico albanese, primo ministro dell'Albania dal 4 dicembre 1941 al 19 gennaio 1943 durante l'occupazione italiana.
Fu anche uno dei firmatari della dichiarazione d'indipendenza dell'Albania nel 1912.

## Biografia
Nato da famiglia di fede musulmana bektashi, dopo aver partecipato come volontario alla guerra italo-turca, nel 1912 fu sottoprefetto, nel 1913 provveditore agli studi, nel 1914 consulente del Ministero dell'Istruzione pubblica e nel 1918 Ministro delle Poste e telegrafi. Nel 1921 fu eletto deputato al parlamento albanese e nel 1924 fu nominato prefetto.
Il 4 agosto 1939, in seguito all'unione personale dell'Albania alla corona d'Italia, Merlika-Kruja fu nominato senatore del Regno fino al 25 agosto 1944, data in cui dette le dimissioni. Tra il 4 dicembre 1941 ed il 19 gennaio 1943 ricoprì anche l'incarico di Primo ministro dell'Albania.
Durante il suo mandato fu membro della Commissione degli affari esteri, degli scambi commerciali e della legislazione doganale.